# Mitchell (Cornouailles)
Pour les articles homonymes, voir Mitchell.
Mitchell est un village des Cornouailles, en Angleterre. Le village fait partie de la paroisse civile de St Newlyn East.